# Czubak madagaskarski
Czubak madagaskarski (Aviceda madagascariensis) – gatunek ptaka drapieżnego z rodziny jastrzębiowatych (Accipitridae), występujący endemicznie na Madagaskarze. Nie wyróżnia się podgatunków.
MorfologiaPrzeciętny czubak madagaskarski ma 40–45 cm długości. Rozpiętość jego skrzydeł wynosi 31–33 cm, a długość ogona 19–23 cm. Głowa jest mała i płaska, z niewielkim czubem. Jego grzbiet jest brązowy, brzuch jaśniejszy.
Ekologia i zachowanieCzubaki madagaskarskie żyją w lasach różnych typów na znacznej części Madagaskaru, przy czym na południu wyspy są mniej rozpowszechnione. Występują od poziomu morza do wysokości 1800 m n.p.m. Gniazda budują wysoko w koronach drzew i wykładają je liśćmi. Samice składają zwykle 2–3 jaja w okresie od października do grudnia. Ptaki te żywią się głównie dużymi owadami, płazami, gadami oraz małymi ssakami.
StatusMiędzynarodowa Unia Ochrony Przyrody (IUCN) uznaje czubaka australijskiego za gatunek najmniejszej troski (LC – Least Concern) nieprzerwanie od 1994 roku; wcześniej (od 1988 roku) miał on status gatunku bliskiego zagrożenia (NT – Near Threatened). Trend liczebności populacji uznaje się za spadkowy.